# Библиография

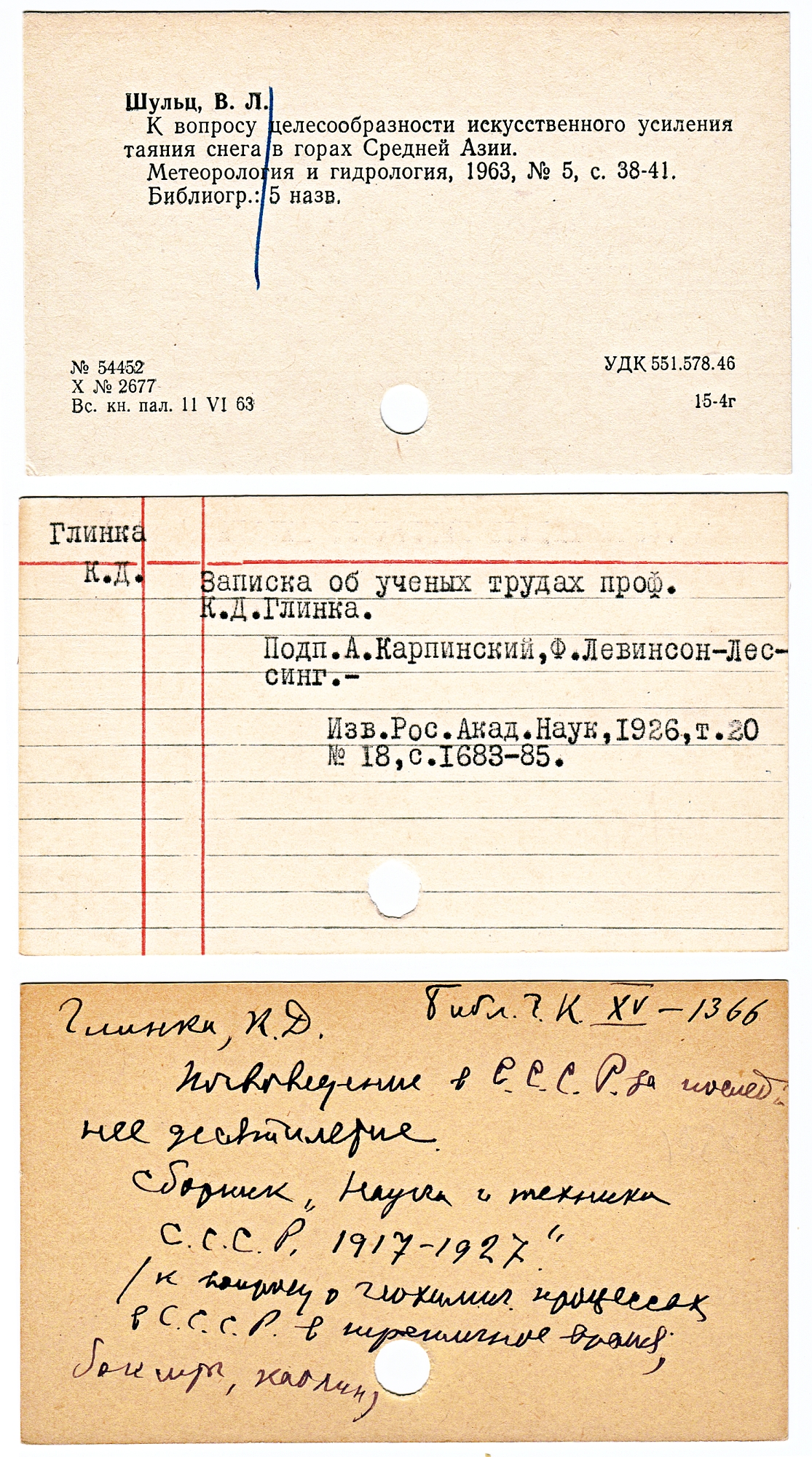
Библиографические карточки в АН СССР

Библиогра́фия (от др.-греч. βιβλιογραφία — «переписка книг» ← βιβλίον — «книга» + γράφω — «пишу») — отрасль научной и практической деятельности, в задачи которой входит информация о произведениях печати и их популяризация; специфическая отрасль информационной деятельности, сущностью которой является информационное управление; информационная инфраструктура, обеспечивающая подготовку, распространение и использование библиографической информации.
Важнейшие задачи библиографии — стандартизация библиографической деятельности, в том числе библиографического описания; составление библиографических указателей и индексов цитирования; классификация документов. В российской научной традиции, восходящей к О. П. Коршунову, библиографическая деятельность изучается в рамках библиографоведения как научной дисциплины.

## История
Библиографические списки появились в XVI веке.
В России сведения по библиографии приводились в азбуковниках. Но это были лишь краткие объяснения преимущественно византийских произведений.
Одним из первых российских библиографов был А. И. Богданов, составивший «Краткое ведение и историческое изыскание о начале и произведении вообще всех азбучных слов…» (рукопись 1755 года, опубликованная почти полностью в 1958 году) — труд, который раскрывает историю русских типографий и именно он является первым опытом библиографического свода русскоязычных книг.

## Россия
В Российской Федерации требования к этой отрасли деятельности определены ГОСТом «Информационно-библиотечная деятельность, библиография».
- «Русское библиографическое общество» при МГУ.
- Журнал «Библиография и книговедение».

## Библиографы
Среди известных библиографов:
- Маручелли, Франческо — попытался описать все известные к 1701 году книги и издания, всего 972 тысячи заглавий 150 000 авторов. Библиография осталась в рукописи, оцифрованной к 2003 году.
- Лонгинов, Михаил Николаевич — поэт и историк русской литературы XVIII и начала XIX веков.
- Ефремов, Пётр Александрович — историк русской литературы, пушкинист, редактор множества собраний сочинений русских классиков.
- Майков, Леонид Николаевич — историк русской литературы, действительный член Петербургской академии наук, сын живописца Н. Майкова.
- Геннади, Григорий Николаевич — русский библиограф, библиофил и историк русской литературы XIX века.
- Межов, Владимир Измайлович — библиограф.
- Сопиков, Василий Степанович (1765—1818) — библиограф.
- Саитов, Владимир Иванович — русский библиограф и историк литературы.
- Смирнов, Александр Васильевич — историк русской литературы, областной краевед, один из инициаторов создания словаря псевдонимов.
- Отле, Поль (1868—1944) — бельгийский библиограф социальных наук, автор книги «Очерк теории библиографии» (1892).
- Андриёвский, Александр Ефимович — библиограф-фольклорист и педагог.
- Масанов, Иван Филиппович — русский историк литературы и библиограф, автор словаря псевдонимов.
- Модзалевский, Борис Львович — историк литературы и генеалогии, отец библиографа Льва Модзалевского.
- Ловягин, Александр Михайлович — историк русской литературы, президент Русского библиологического общества (1899—1919), почётный член Русского библиографического общества при МГУ.
- Ляпунов, Борис Валерианович — русский советский писатель, составитель первых библиографических указателей отечественной научной фантастики.
- Данилов, Александр Сергеевич — автор библиографического словаря «Люди голубой планеты».
- Баренбаум, Иосиф Евсеевич — книговед, академик РАЕН.
- Гудовщикова, Ирина Васильевна — библиограф, доктор педагогических наук, профессор ЛГИК им. Н.К. Крупской.
- Блюм, Арлен Викторович — историк цензуры в СССР.
- Шомракова, Инга Александровна — книговед, профессор СПбГУКИ.
- Лугачёв, Александр Александрович — член российской Гильдии антикваров-книжников, историк и библиограф[7].